# Trachtenmesser
Trachtenmesser dienen als Bestandteil traditioneller Trachten oft mehr als Schmuckobjekt denn als Gebrauchsmesser oder Waffe.
In Bayern und Österreich werden solche Messer auch als Stilett oder „Stilettl“ bezeichnet und verfügen meist über einen Hirschhorngriff. Seltener sind Griffe aus Rehläufen. Zu diesen Trachtenmessern gehören auch so genannte Brotzeitmesser, die oft mit einem Kapselheber ausgerüstet sind.
Jäger, deren traditionelle Jagdmesser diesen Trachtenmessern ähneln, nennen sie „Nicker“, weil sie zum Abnicken des Wildes benutzt werden – ein rascher Stich zwischen die Halswirbel, wobei das Rückenmark durchtrennt wird. Auch der Hirschfänger wurde ursprünglich für die Jagd verwendet und dient heute vor allem repräsentativen Zwecken.
Ein schottisches Trachtenmesser ist das Sgian dubh.